# Tieltia
Tieltia is een Belgisch historisch merk van motorfietsen.
Dit was een fietsenmaker in Tielt, die in de jaren vijftig lichte motorfietsen ging produceren. De productieperiode was waarschijnlijk zeer kort (mogelijk alleen in 1953). Ook de productieaantallen waren zeer beperkt.
Tieltia was in hoofdzaak een fietsfabrikant en maakte in 1953 enkele bromfietsen, aangedreven door een Rex-motor van 38cc. Ergens in de jaren 80 werd de merknaam "Tieltia" omgevormd tot "Comati", acroniem voor 'Cools Marcel Tielt'. Het bedrijf bleef actief tot 2001, zowel als fietsfabrikant als groothandel in fietsonderdelen. Zaakvoerder Marcel Cools overleed op 16 juli 2017 aan de gevolgen van lymfeklierkanker.